# 简·赫尔索特人道精神奖
简·赫尔索特人道精神奖（英語：Jean Hersholt Humanitarian Award）是电影艺术与科学学院专门针对在人道主义事业上作出杰出贡献电影人的一个奖项，与欧文·G·托尔伯格纪念奖一样，本奖项也不是常设奖项，并不一定每年都会颁发。并且对该奖项的投票也是专门由电影艺术与科学学院的理事会成员进行的。
奖项的名称简·赫尔索特（1886–1956）是一位演员，他曾连续18年担任电影救济基金会的主席，并曾于1945至1949年间担任电影艺术与科学学院的主席。
简·赫尔索特人道精神奖首次颁发是在1957年初的第29届学院奖颁奖典礼上，截止第88屆奧斯卡金像獎，这一奖项一共颁发了38次，其中有两位获奖者当时已经去世。

## 获奖者名单
| - 1956：Y·弗兰克·弗里曼 - 1957：塞缪尔·戈尔德温 - 1959：鲍勃·霍普 - 1960：索尔·莱瑟 - 1961：乔治·希顿 - 1962：史蒂夫·布罗依迪 - 1965：爱德蒙·L·德帕蒂 - 1966：乔治·巴格诺尔 - 1967：格里高利·派克 - 1968：玛莎·蕾耶 - 1969：乔治·杰西尔 - 1970：弗兰克·辛纳特拉 - 1972：罗莎琳德·拉塞尔 | - 1973：李维·瓦瑟曼 - 1974：亚瑟·B·克里姆 - 1975：朱尔斯·C·斯坦 - 1977：查尔顿·赫斯顿 - 1978：里奥·约菲 - 1979：罗伯特·本杰明 † - 1981：丹尼·凯耶 - 1982：沃尔特·米里奇 - 1983：麦克·弗克科维奇 - 1984：大卫·L·沃尔泊 - 1985：查尔斯·巴德·罗杰斯 - 1989：霍华德·W·科奇 - 1992：伊丽莎白·泰勒和奥黛丽·赫本 † | - 1993：保罗·纽曼 - 1994：昆西·琼斯 - 2001：阿瑟·希勒 - 2004：罗杰·梅耶 - 2006：雪莉·兰辛 - 2008：杰瑞·刘易斯 - 2011：奥普拉·温弗瑞 - 2012：杰弗瑞·卡森伯格 - 2013：安潔莉娜·裘莉 - 2014：哈里·貝拉方特 - 2015：德琵·雷諾 - 2019：吉娜·戴維斯 - 2020：泰勒·派瑞、電影和電視基金會 - 2021：丹尼·葛洛佛 - 2022：迈克尔·J·福克斯 - 2023：米歇尔·萨特 - 2024：李察·寇蒂斯 |

注：带“†”符号意味着该获奖人当时已经去世。